# Rebeka (film 2008)
Rebeka (oryg. Rebecca, la prima moglie) – włoski thriller, melodramat w reżyserii Riccardo Milani z 2008 roku. Jest to remake filmu Alfreda Hitchcocka z 1940 pod tym samym tytułem. Film składa się z dwóch części. Scenariusz powstał na podstawie wydanej w 1938 roku powieści pod tym samym tytułem, autorstwa Daphne du Maurier. Książka doczekała się kilku adaptacji filmowych.
Światowa premiera filmu nastąpiła 7 kwietnia 2008 r.

## Obsada
- Cristiana Capotondi jako: Pani De Winter[1]
- Alessio Boni jako: Maxime De Winter[1]
- Mariangela Melato jako: Signora Danvers[1]
- Omero Antonutti jako: Andrew[1]
- Adalberto Maria Merli jako: Julian[1]
- Tomas Arana jako: Jack Favell[1]
- Emanuela Grimalda jako: Hellis Van Hopper[1]
- Federica De Cola jako: Alice[1]
- Flavio Pistilli jako: Robert[1]
- Isabella Briganti jako: Rebecca de Winter[1]
- Branko Zavrsan jako: James Tabb[1]
- Mariella Terragni jako: Marian[1]